# Erechthias aspera
Erechthias aspera är en fjärilsart som beskrevs av Clarke 1986. Erechthias aspera ingår i släktet Erechthias och familjen äkta malar. Inga underarter finns listade i Catalogue of Life.